# Ас-Сіснія (нохія)
Ас-Сіснія (араб. ناحية السيسنية) — нохія у Сирії, що входить до складу району Сафіта провінції Тартус. Адміністративний центр — с. Ас-Сіснія.